# Doris Bures
Doris Bures (ur. 3 sierpnia 1962 w Wiedniu) – austriacka polityk, działaczka Socjaldemokratycznej Partii Austrii (SPÖ), parlamentarzystka i minister, od 2014 do 2017 przewodnicząca Rady Narodowej.

## Życiorys
Absolwentka szkoły handlowej (Handelsschule). Zaangażowała się w działalność polityczną w ramach Socjaldemokratycznej Partii Austrii. W 1980 pracowała w sekretariacie jej organizacji młodzieżowej Sozialistische Jugend Österreich. W połowie lat 80. była zatrudniona przy projektach dla osób bezrobotnych, od 1988 do 1994 była etatowym pracownikiem wiedeńskich struktur SPÖ. W latach 1987–1990 zasiadała w radzie dzielnicy Liesing, objęła także kierownictwo dzielnicowego oddziału socjaldemokratów. W latach 2000–2007 i w 2008 pełniła funkcję sekretarza wykonawczego Socjaldemokratycznej Partii Austrii.
W 1990 po raz pierwszy uzyskała mandat posłanki do Rady Narodowej. Z powodzeniem ubiegała się o reelekcję w kolejnych wyborach w 1994, 1995, 1999, 2002, 2006, 2008, 2013, 2017, 2019 i 2024.
Od stycznia do lutego 2007 była ministrem bez teki, następnie od marca 2007 do lipca 2008 ministrem ds. kobiet, mediów i służby cywilnej w gabinecie Alfreda Gusenbauera. Od grudnia 2008 do września 2014 w pierwszym i drugim rządzie Wernera Faymanna kierowała natomiast resortem transportu, innowacji i technologii.
We wrześniu 2014 wybrano ją na nową przewodniczącą Rady Narodowej XXV kadencji, na funkcji tej zastąpiła zmarłą Barbarę Prammer. 8 lipca 2016 wraz z dwoma zastępcami (drugim i trzecim przewodniczącym Rady Narodowej) została tymczasowo pełniącą obowiązki prezydenta Austrii (w związku z końcem kadencji Heinza Fischera i unieważnieniem wyników drugiej tury wyborów jego następcy). Pełniła tę funkcję do stycznia 2017. W kolejnej kadencji parlamentu w listopadzie 2017 została wiceprzewodniczącą (drugą przewodniczącą) Rady Narodowej. Funkcję tę utrzymała także w październiku 2019 na okres XXVII kadencji. Na początku XXVII kadencji w październiku 2024 powierzono jej ponownie funkcję wiceprzewodniczącej (została wówczas trzecią przewodniczącą izby).

## Odznaczenia
- Wielka Złota Odznaka Honorowa na Wstędze Odznaki Honorowej za Zasługi dla Republiki Austrii (2001)[7]
- Wielka Złota Odznaka Honorowa Odznaki Honorowej za Zasługi dla Republiki Austrii (2011)[7]